# Барбаце
Барбаце је насеље у Србији у општини Трговиште у Пчињском округу. Према попису из 2022. било је 85 становника (према попису из 2002. било је 154 становника).

## Историја
У месту је 1899. године постојала српска основна школа. Када је у оближњем Новом Селу те године изграђена зграда (заклон од непогода) поред тамошње цркве, у њој су у једној просторији отворили-пренели своју школу мештани Барбаца. Свештеник у месту је био 1906. године поп Мита Стоиљковић.

## Демографија
У насељу Барбаце живи 140 пунолетних становника, а просечна старост становништва износи 51,0 година (49,3 код мушкараца и 52,7 код жена). У насељу има 61 домаћинство, а просечан број чланова по домаћинству је 2,52.
Ово насеље је великим делом насељено Србима (према попису из 2002. године), а у последња три пописа, примећен је пад у броју становника.
|  |

| Демографија | Демографија | Демографија |
| Година      | Становника  | Становника  |
| ----------- | ----------- | ----------- |
| 1948.       | 439         |             |
| 1953.       | 439         |             |
| 1961.       | 421         |             |
| 1971.       | 382         |             |
| 1981.       | 286         |             |
| 1991.       | 214         | 210         |
| 2002.       | 154         | 157         |
| 2011.       | 125         |             |

| Етнички састав према попису из 2002.‍ | Етнички састав према попису из 2002.‍ | Етнички састав према попису из 2002.‍ | Етнички састав према попису из 2002.‍ | Етнички састав према попису из 2002.‍ |
| ------------------------------------ | ------------------------------------ | ------------------------------------ | ------------------------------------ | ------------------------------------ |
|                                      |                                      |                                      |                                      |                                      |
| Срби                                 | Срби                                 |                                      | 152                                  | 98,70%                               |
| непознато                            | непознато                            |                                      | 2                                    | 1,29%                                |

| Година пописа     | 1948. | 1953. | 1961. | 1971. | 1981. | 1991. | 2002. |
| ----------------- | ----- | ----- | ----- | ----- | ----- | ----- | ----- |
| Број домаћинстава | 63    | 66    | 67    | 77    | 85    | 73    | 61    |

| Број чланова      | 1  | 2  | 3 | 4 | 5 | 6 | 7 | 8 | 9 | 10 и више | Просек |
| ----------------- | -- | -- | - | - | - | - | - | - | - | --------- | ------ |
| Број домаћинстава | 16 | 21 | 9 | 9 | 4 | 1 | 1 | 0 | 0 | 0         | 2,52   |

| Пол    | Укупно | Неожењен/Неудата | Ожењен/Удата | Удовац/Удовица | Разведен/Разведена | Непознато |
| ------ | ------ | ---------------- | ------------ | -------------- | ------------------ | --------- |
| Мушки  | 71     | 18               | 46           | 5              | 1                  | 1         |
| Женски | 70     | 7                | 46           | 17             | 0                  | 0         |
| УКУПНО | 141    | 25               | 92           | 22             | 1                  | 1         |

| Пол    | Укупно                    | Пољопривреда, лов и шумарство | Рибарство                            | Вађење руде и камена | Прерађивачка индустрија       |
| ------ | ------------------------- | ----------------------------- | ------------------------------------ | -------------------- | ----------------------------- |
| Мушки  | 55                        | 39                            | 0                                    | 0                    | 7                             |
| Женски | 44                        | 34                            | 0                                    | 0                    | 8                             |
| УКУПНО | 99                        | 73                            | 0                                    | 0                    | 15                            |
| Пол    | Производња и снабдевање   | Грађевинарство                | Трговина                             | Хотели и ресторани   | Саобраћај, складиштење и везе |
| Мушки  | 0                         | 1                             | 1                                    | 1                    | 1                             |
| Женски | 0                         | 0                             | 0                                    | 0                    | 0                             |
| УКУПНО | 0                         | 1                             | 1                                    | 1                    | 1                             |
| Пол    | Финансијско посредовање   | Некретнине                    | Државна управа и одбрана             | Образовање           | Здравствени и социјални рад   |
| Мушки  | 0                         | 0                             | 2                                    | 1                    | 0                             |
| Женски | 0                         | 0                             | 0                                    | 0                    | 0                             |
| УКУПНО | 0                         | 0                             | 2                                    | 1                    | 0                             |
| Пол    | Остале услужне активности | Приватна домаћинства          | Екстериторијалне организације и тела | Непознато            | Непознато                     |
| Мушки  | 1                         | 0                             | 0                                    | 1                    | 1                             |
| Женски | 0                         | 0                             | 0                                    | 2                    | 2                             |
| УКУПНО | 1                         | 0                             | 0                                    | 3                    | 3                             |